# Elena Fortún
Elena Fortún, seudónimo de María de la Encarnación Gertrudis Jacoba Aragoneses y de Urquijo (Madrid, 18 de noviembre de 1886-Madrid, 8 de mayo de 1952), fue una escritora española, conocida tradicionalmente por su obras de literatura infantil y juvenil y por ser la creadora del famoso personaje de Celia.
Tras su muerte, su obra ha sido revaluada, señalando la presencia de temas de emancipación femenina en parte de la obra de Celia, y editándose los manuscritos de Celia en la revolución (1987), sobre su vivencia de la Guerra civil, y las novelas lésbicas Oculto sendero (2016) y El pensionado de Santa Casilda (2022, con Matilde Ras).

## Biografía

### Infancia y juventud
María de la Encarnación Gertrudis Jacoba Aragoneses y de Urquijo nació el 18 de noviembre de 1886 en Madrid. Era la hija única de Leocadio Aragoneses y Esteban, alabardero de la Guardia Real nacido en Abades, y de Manuela de Urquijo y Ribacova, de la nobleza vasca, nacida en Álava. Fue criada por un ama pues su madre no gozó de buena salud, como también le pasó a ella. Pasaba los veranos en las villas segovianas de Ortigosa del Monte y de Abades, donde se situaba la casa de su abuelo paterno, Isidro Aragoneses, fallecido en 1892. Para protegerla por su mala salud, su madre no le permitía jugar con otros niños. Eso hizo que formara una personalidad solitaria, soñadora e hipersensible. En 1904 falleció su padre y la economía familiar se resintió.

### Matrimonio y maternidad

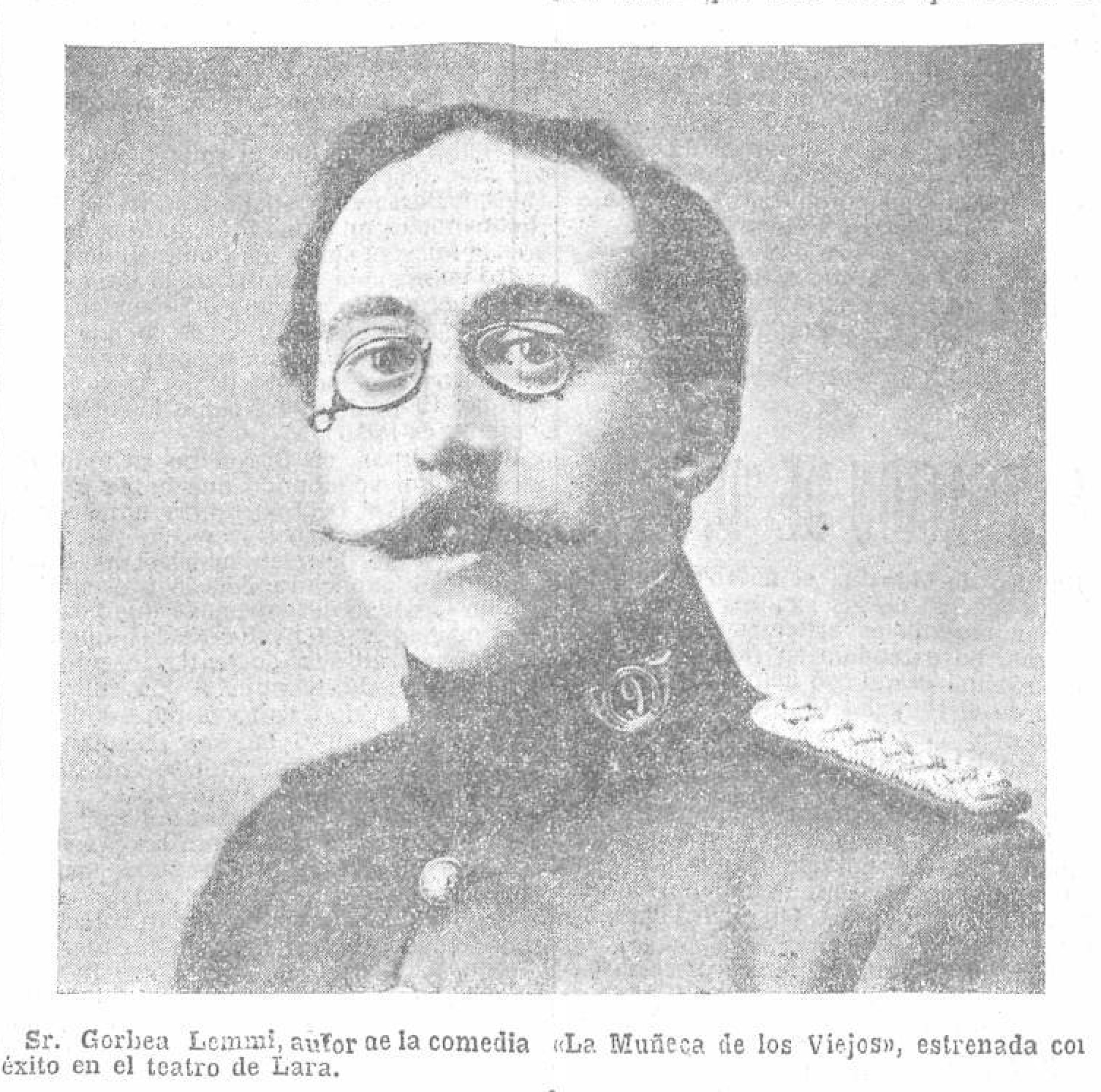
Eusebio de Gorbea y Lemmi, marido de Elena Fortún (1909)

Se casó a los diecinueve años de edad, el 8 de mayo de 1906 en Madrid, con un primo segundo, Eusebio de Gorbea y Lemmi, militar y también escritor, con quien tuvo dos hijos: Luis (1908) y Manuel (1909). Su marido fue destinado con frecuencia fuera de Madrid y ella no siempre le acompañó. En 1919 se instalaron en la calle Ponzano y como vecino tuvieron a Santiago Regidor, catedrático de dibujo y colaborador en la revista Blanco y Negro. Gracias a las tertulias en su casa, Fortún conoció a figuras relevantes de la intelectualidad de la época. Entre otras conoció a María Rodrigo, María Martos y María Lejárraga. En 1920 falleció prematuramente su hijo pequeño, apodado Bolín, que contaba con diez años. En 1922 su marido fue destinado a Tenerife y la familia le acompañó durante los dos años de estancia. Allí entabló una gran amistad que perduró hasta su muerte con Mercedes Hernández, esposa de Eduardo Díez del Corral, compañero de su marido. Esta familia inspiró a los personajes de Fortún. Allí publicó sus primeros artículos en el periódico La Prensa.

### La escritora Elena Fortún
Volvió a Madrid en 1924. Fue nombrada secretaria de la asociación Mujeres Amigas de los Ciegos y estudió Braille para realizar mejor su trabajo. Entró a formar parte de la Sociedad Teosófica de Madrid. En la Residencia de Señoritas, dirigida por María de Maeztu, estudió Biblioteconomía en la biblioteca que ésta tenía por la fusión de su propia biblioteca con la del Instituto Internacional. La directora era Enriqueta Martín que organizó los estudios que después cursó Fortún. De estas clases surgió la Asociación Libros, que publicó una revista con el mismo nombre en la que colaboró Fortún junto a Carmen Conde, Ernestina de Champourcín y Enriqueta Martín entre otras. Las ilustraciones estaban a cargo de Viera Esparza. Se hizo socia del Lyceum Club Femenino, lugar de encuentro de las intelectuales en Madrid, donde fue a leer todas las tardes durante once años. En sus artículos publicados en La prensa, propuso temas en los que ahondaba en la nueva condición femenina, por ejemplo, defendió la ilegalización de la prostitución rebatiendo la idea de que era un mal necesario ya que solo beneficiaba a los hombres.
Los primeros trabajos firmados por Elena Fortún aparecen como colaboraciones periodísticas en la revista La Moda Práctica. María Lejárraga le animó a publicar sus relatos en lugar de vender aspiradoras Electrolux ya que pretendía independizarse económicamente de su esposo. Así le presentó a Torcuato Luca de Tena, director de ABC, donde comenzó a publicar en Gente Menuda, suplemento infantil del dominical Blanco y Negro, junto a otros autores como Magda Donato y Salvador Bartolozzi. El seudónimo de Elena Fortún lo sacó del título de la novela de su marido, Los mil años de Elena Fortún, publicada en 1922. La primera colaboración fue el 24 de junio de 1928, Celia dice a su madre….

Celia ha cumplido siete años. La edad de la razón. Así lo dicen el Catecismo y las personas mayores.

Celia es rubia; tiene el cabello de ese rubio tostado que, con los años, va obscureciéndose hasta parecer negro. Tiene los ojos claros y la boca grande. Es guapa. Mamá se lo ha dicho a papá en secreto, pero ella lo ha oído.

Cada domingo aparecían sus colaboraciones, además escribió cuentos y colaboró en Cosmópolis, Crónica, Estampa, Semana y otras revistas infantiles. En muy poco tiempo estos relatos le hicieron célebre, al tiempo que su marido quedaba en un segundo plano. 

Entonces me empezó a odiar Eusebio, que siempre se había dado mucha importancia conmigo

Se compraron una casa en Chamartín de la Rosa, que es la que aparece en Celia en la revolucióny donde vivió hasta el final de la guerra.
La Editorial Aguilar adquirió los derechos de publicación y fue publicando los diferentes títulos bajo el nombre de Celia y su mundo. Para la feria del libro de 1935, entregó cuatro libros: Celia y sus amigos, con ilustraciones de Gory Muñoz; Cuchifritín, el hermano de Celia (el primero de Cuchifritín) que estaba dedicado a Félix, el niño que lo inspiró, hijo de su amiga Mercedes Hernández; El bazar de todas las cosas; y uno de comedias infantiles, Teatro para niños. Siguió publicando sobre Cuchifritín y Matonkiki hasta 1936. En 1934 publicó también junto a María Rodrigo Canciones infantiles. Además dirigía un consultorio: La Quiromancia al alcance de todos, en Crónica en 1935.
Es en esta época cuando conoció a Matilde Ras, introductora de la grafología en España, con la que se carteó hasta su muerte. Ambas formaron parte de la primera generación de feministas españolas con conciencia de grupo y comprometidas con los derechos de las mujeres. Tuvieron una relación intensa que se ha calificado de lésbica ya que ambas pertenecieron al Círculo Sáfico de Madrid creado en esos años en dicha ciudad por la escenógrafa Victorina Durán.

### Guerra Civil. Exilio, retorno y muerte
Al comenzar la guerra civil española, su marido, ya retirado, pidió la vuelta al servicio activo y le concedieron la dirección de la Escuela de Automovilismo de Aviación de Barcelona. Elena se quedó en Madrid continuando sus colaboraciones en Crónica. En sus artículos escribió sobre los efectos del conflicto en el día a día de la retaguardia, en los niños y en las mascotas.
La editorial Aguilar siguió publicando los libros de Celia. Estando en 1939 en Madrid ultimando la publicación de su libro Celia madrecita, ilustrado por Luisa Butler, las tropas franquistas consiguieron romper la resistencia de la capital. Fortún se exilió, unos meses después que su esposo. Ambos habían estado fuertemente comprometidos con el Frente Popular y salieron de España hacia Francia. Tras múltiples peripecias se instalaron en Buenos Aires. En Argentina pudo empezar una nueva vida gracias a la ayuda prestada por Victorina Durán, que trabajaba como escenógrafa de Margarita Xirgu. Xirgu fue quien les puso en contacto con el director del diario Crítica, donde Fortún escribió artículos sobre la huella de España en América. También escribió en El Sol sobre grandes personalidades del mundo, sobre todo mujeres, y en La Prensa colaboró con cuentos. De 1943 data su libro Celia en la revolución que no vio la luz hasta 1987. En sus páginas, desde la perspectiva de una adolescente, Celia relata su terrible experiencia de la Guerra Civil, que no es otra que la vivida por la propia autora. Ambientada en su mayor parte en Madrid, la joven vive a pie de calle los sucesos que acontecieron en la capital: la primera ola revolucionaria, la violencia represiva de retaguardia, la batalla de Madrid y, finalmente, el desabastecimiento, el hambre y la confusión de la parte final del conflicto. 

Yo me había figurado las revoluciones con muchedumbres aullando por las calles. Aquí hay silencio, polvo, suciedad, calor y hombres que ocupan el tranvía con fusiles al hombro.
Celia en la revolución

En 1944 publicó Celia, institutriz en América, que cuenta las dificultades de la adaptación a la vida en el exilio ya que Celia acompañará en su huida a su padre, militar republicano. Este libro fue prohibido por la censura franquista. En Buenos Aires conoció a Inés Field, mujer de profunda religiosidad que influyó profundamente en ella. De esa época es el Cuaderno de Celia, en que trata de la primera comunión de la protagonista. En 1948 decidió regresar a España e instalarse en Madrid. Mientras estaba gestionando la vuelta de ambos y regularizando la situación de Gorbea con el régimen, éste se suicidó en Buenos Aires el 16 de diciembre de 1948.
Volvió a Argentina para solucionar la testamentaría y mientras tanto salieron publicados La hermana de Celia (Mila y Piolín); Mila, Piolín y el burro y Celia se casa (cuenta Mila). Marchó a vivir a Nueva York con su hijo pero la convivencia no fue buena y decidió volver a España instalándose en Barcelona ya que Madrid le traía muchos recuerdos. Allí conoció a Carmen Laforet cuando esta dio una conferencia en el Ateneo en la que hablaba de forma amena y divertida de cómo se ocupaba de la literatura cuando los niños dormían y la noche estaba muy entrada. Era en esos momentos cuando leyendo títulos de libros empezaba a imaginar sus títulos. Esto conmovió a Fortún que en sus primeros años de exilio había trabajado en la Biblioteca de Buenos Aires gracias a la intervención de Jorge Luis Borges, al que conocía a través de su hermana Norah Borges, amiga suya de los tiempos del Lyceum. Comenzaron una relación epistolar que duró hasta la muerte de Fortún. También se relacionó epistolarmente con Carmen Conde y Esther Tusquets. Siguió escribiendo y en 1950 publicó Los cuentos que Celia cuenta a las niñas y Los cuentos que Celia cuenta a los niños. Su último libro publicado en ese año, que se adentraba en la literatura juvenil, fue Patita y Mila, estudiantes, que obtuvo un rotundo éxito. No obstante, no pudo continuarlo en forma de saga, porque su editor Manuel Aguilar quiso que escribiera un libro sobre Celia y Miguelín que sería el primer libro de una serie sobre la crianza de niños, y que finalmente dejó en borrador. Gravemente enferma de cáncer de pulmón, volvió a Madrid, donde falleció a los sesenta y cinco años de edad el 8 de mayo de 1952.

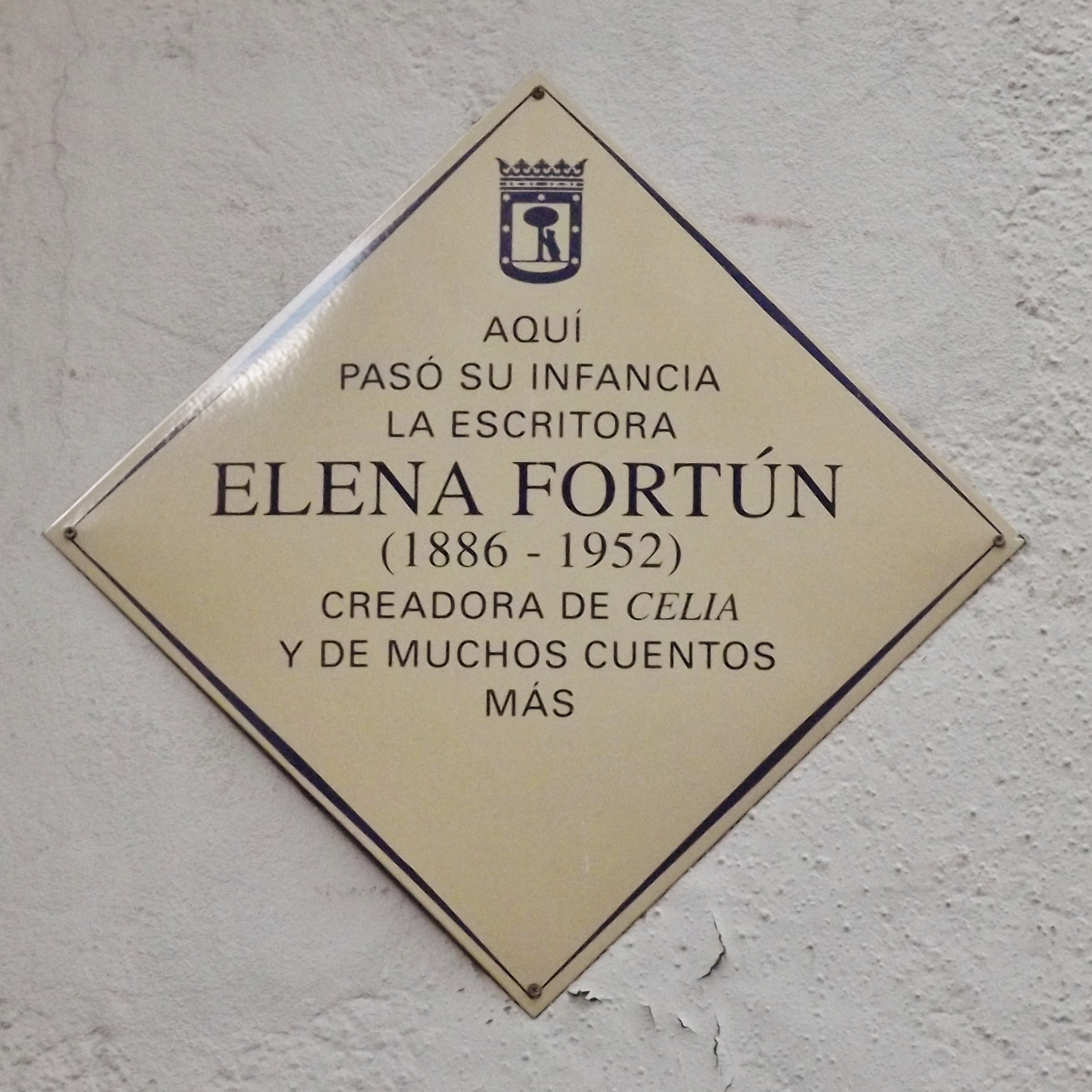
Placa situada en la casa de los padres de Encarnación Aragoneses Urquijo, en la calle de Huertas, en Madrid.

## Trayectoria literaria
Empezó a escribir para la infancia en 1928, en la revista Blanco y Negro, en la sección de «Gente menuda», con el pseudónimo de Elena Fortún. 
El 24 de junio de 1928 vieron la luz las historias de la niña madrileña Celia Gálvez de Montalbán, que cuestionaba el mundo de los adultos. Estas historias cuajaron entre el público infantil de manera tal que la editorial Aguilar se interesó por ellas. Así fueron viendo la luz títulos tan conocidos como Celia, lo que dice, Celia en el colegio, Celia y sus amigos, Celia novelista o Celia madrecita. Celia en la revolución permaneció inédito hasta 1987 publicado también por la editorial Aguilar, siendo el borrador de 1943. Trabajó también en las revistas Blanco y Negro, Cosmópolis, Crónica y Semana, y en las infantiles Macaco, El Perro, el Ratón y el Gato y otras de España y América.
Además de Celia, su personaje más popular, creó otros personajes como Cuchifritín y Matonkiki, también protagonistas de ciclos novelísticos, y otros como Mila, Roenueces, el Mago Pirulo, el Profesor Bismuto, Lita y Lito y La Madrina. Elena Fortún comprendía como nadie hasta el momento la psicología infantil y se granjeó la simpatía de la infancia, que se podían identificar fácilmente con sus personajes rebeldes y reconocibles en la calle. 
Sus narraciones extensas han relegado al olvido su narrativa corta, muy abundante y de gran calidad. La mayor parte de estas historias se publicaron en las páginas de las revistas ya mencionadas (Gente Menuda, Crónica...) y muchas de ellas fueron recogidas después en dos volúmenes titulados Los cuentos que Celia cuenta a las niñas (1951) y Los cuentos que Celia cuenta a los niños (1952). Son muy interesantes sus artículos periodísticos y el material inédito que conservaba su nuera y que salió en parte a la luz en 2015 y que forman un volumen junto a escritos de Matilde Ras y las cartas que se cruzaron.

### La saga de Celia, Bildungsroman o novela de aprendizaje
El propósito de la novela de aprendizaje, o Bildungsroman, es elaborar el retrato de una sociedad o época histórica a través de los ojos de la voz que narra. Así vemos el mundo de Celia, una niña dotada de una gran imaginación, y cómo va creciendo y desarrollándose su personalidad. La infancia de Celia abarca los primeros cinco libros. Su gran acierto fue dar voz a las niñas y a los niños, influenciada por las directrices pedagógicas del Instituto Escuela y la Institución Libre de Enseñanza. La educación era esencial para lograr la regeneración social y la modernidad. La madre de Celia es, en parte, Elena Fortún, ya que, como ésta, era asidua del Lyceum Club y llevaba una vida independiente. Es una mujer educada que lee y que tiene problemas en su rol maternal. Muere al dar a luz a Mila.
La voz de Celia narra el fracaso de su persona al no convertirse en la escritora adulta que su yo infantil profetizaba. Sus novelas nos muestran la involución que supuso el régimen franquista para las mujeres. Seguimos el desarrollo literario del personaje con Celia madrecita y Celia institutriz en América. El vacío argumental que había entre estos dos volúmenes se llenó en 1987 con el descubrimiento y publicación de Celia en la revolución, una fiel e intensa crónica del sitio de Madrid. En estos tres libros Celia es testigo-narradora. No podrá ir a la universidad y cumplirá el rol de madre con sus hermanas. Es Mila quien será una Celia renovada y modernizada.
La niña rebelde se ha integrado en la familia patriarcal, aunque sin abandonar por completo sus aspiraciones a llegar a ser escritora, si bien de manera subyugada y casera. Su independencia queda reprimida desde que asume su papel de madre con sus hermanas. Emilia Pardo Bazán ya había visto que la concepción tradicional de la familia era un lastre cultural para la formación igualitaria de los seres humanos. Este papel de elemento inhibidor que tiene para la mujer asumir el papel de madre queda claro en la obra de Elena Fortún, quien pone claramente de manifiesto en sus narraciones cómo esta condición maternal cambia radicalmente la vida de Celia y son el punto de partida de una serie de sacrificios que conducen a su pasividad y al fin de su existencia como ser independiente. Celia se olvida de sus ambiciones: estudiar Bachillerato, Filosofía y Letras y tal vez Derecho y ser bibliotecaria o abogada.

### Celia, clave en la literatura infantil delsigloXX
Los cuentos tradicionales para niños y niñas se caracterizan por una ideología conservadora, tanto en relación con los roles sexuales como a los valores sociales y políticos que transmiten. Sin embargo, Celia responde al aire de ruptura y modernidad de la República española, aunque desarrolle también la involución del régimen franquista. Pero la niña Celia se rebela ante una educación que únicamente quiere que sea un receptáculo de información sin una capacidad crítica. Claramente lo cuenta Fortún en Celia en el colegio, donde denuncia cómo la religión es usada por la Iglesia Católica para imponer la sumisión y la pasividad a la mujer. Celia querrá ser santa, al modo de las hagiografías que tanto se usaban en la época como lecturas infantiles. Creará situaciones hilarantes hasta el punto de que le prohíban ese deseo. Además de la rebeldía ante el modelo tradicional de mujer, Celia comparte la preocupación social. En el primer libro, el rey mago Baltasar le indica que solo deja regalos a los niños ricos para que estos repartan con los pobres. Y eso no es caridad, es justicia.
Parte de la comicidad de los libros de Fortún es por su acercamiento al lenguaje infantil. Las transgresiones que hace de la norma abarcan varios aspectos: el fonético, con la creación de homónimos cuando un significante extraño para la mente infantil se asocia a otro con el que sí está familiarizado, burra por hurra y el ceceo de Matonkiki; el morfosintáctico con la conjugación y la gradación del adjetivo y, sobre todo, el semántico, mediante las interpretaciones erróneas; juega también con las modificaciones de frases hechas y las lexicalizaciones. Además Fortún ofrece otras variedades lingüísticas como el castellano popular de Segovia o el habla del pueblo gitano.

### Obras tras la Guerra Civil y obras lésbicas póstumas

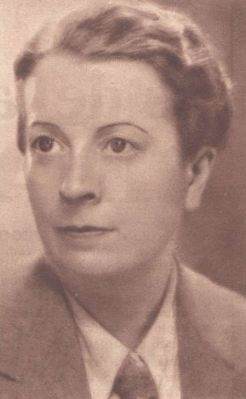
Elena Fortún en 1936.

Celia en la revolución narra la vivencia de la Guerra Civil por parte de la protagonista. Esta, tras quedarse sola, decide seguir a su padre al exilio. Este conflicto reproducía el vivido por la autora al exiliarse junto a su marido, que había colaborado con el bando republicano, a pesar de las presiones de sus amistades y editor para que se quedara en España. Esta obra, de la que solo se conservaba un borrador a lápiz, no fue publicada hasta 1987, y se encontraba entre los documentos inéditos que la nuera de Fortún entregó a la investigadora Marisol Dorao, entre los que se encontraban también las novelas lésbicas Oculto sendero y El pensionado de Santa Casilda.
A su regreso a España Fortún publicaría principalmente en el ámbito del periodismo, y crea los personajes de Mila, la hermana de Celia, y su perro Piolín, que cobrarán el protagonismo en sus nuevos relatos. Comenzó a publicar en Semana, revista fundada en 1942, con ilustraciones de Viera Sparza. Mila recorrerá España buscando a Piolín y esto servirá a Fortún para describirnos lugares y gentes extravagantes e incluso marginales. Estas historias serían recogidas en volúmenes por la editorial Aguilar unos años después. Tuvo problemas con la censura, que en 1945 ordenó retirar todos los ejemplares de Celia institutriz, en la que se describía a Celia como una joven de apariencia sobria y cercana a la de las mujeres trabajadoras.
Tras ello, se inicia una etapa final en la que Celia adopta roles más tradicionales y cercanos a las expectativas del franquismo. Esta línea se había iniciado con Celia madrecita, un encargo de su editor para el que usó parte del inédito Patita en la Argentina y que supuso dejar de lado la obra Celia bibliotecaria. Celia se casa (1950), publicada en la revista Fotos con ilustraciones de Viera Sparza, supone la culminación del distanciamiento del personaje de su carácter emancipado.
En 2016 se publicó la obra inédita Oculto sendero. La obra, de carácter autobiográfico, sigue la búsqueda de la protagonista María Luisa Arroyo para comprender su sentimiento de diferencia, aceptar su homosexualidad y lograr realizarse como persona. El libro está dividido en tres partes: primavera, donde se narra la infancia de la protagonista; verano, que abarca la juventud, noviazgo, matrimonio, maternidad; y otoño, que aborda la muerte de la madre y una etapa de madurez y experiencia. La protagonista se va conociendo a sí misma con la ayuda de diferentes mujeres a lo largo de la novela. Un momento clave en este proceso esta en su visita al médico al que acude por "el desequilibrio de su naturaleza". Este le recomienda dejar de vestir trajes masculinos, pintar menos y dedicarse más a las labores tradicionales de su género, algo que ella rechaza. Fortún, que firmó la novela con el seudónimo de Rosa María Castaño, había pedido a Inés Field que destruyera las referencias en ella a las relaciones entre homosexualidad y heterosexualidad y su propio lesbianismo, una de las partes de su identidad que vivía como más problemáticas. Asimismo, pidió que eliminara las referencias en ella a la situación de la mujer creadora en las primeras décadas del XX y las reflexiones sobre autoría y emancipación.[cita requerida]
En 2022 se publicó una nueva obra inédita de temática lésbica de Fortún, titulada El pensionado de Santa Casilda y escrita bajo seudónimo junto a su amiga Matilde Ras. La novela retrata a un grupo de jóvenes que transitan de la adolescencia a la vida adulta en un internado y quieren escribir un libro en común. La obra, que la editora e investigadora Nuria Capdevila-Argüelles describió como "de conciencia sáfica", explora diferentes formas de ser mujer, cuestionando ritos de iniciación de la época y mostrando relaciones románticas entre las mujeres.

## Obras

### Serie "El mundo de Celia"
1. Celia, lo que dice (1929), colección de historias cortas publicadas en la revista Blanco y Negro, suplemento Gente Menuda.
2. Celia en el colegio (1932), colección de historias cortas publicadas en la revista Blanco y Negro, suplemento Gente Menuda.
3. Celia novelista (1934), colección de historias cortas publicadas en la revista Blanco y Negro, suplemento Gente Menuda.
4. Celia en el mundo (1934), colección de historias cortas publicadas en la revista Blanco y Negro, suplemento Gente Menuda.
5. Celia y sus amigos (1935)
6. Cuchifritín, el hermano de Celia (1935)
7. Cuchifritín y sus primos (1935), hermano de Celia
8. Cuchifritín en casa de su abuelo (1936), hermano de Celia
9. Cuchifritín y Paquito (1936), hermano de Celia
10. Las travesuras de Matonkikí (1936), prima de Celia
11. Matonkikí y sus hermanas (1936), prima de Celia
12. Celia madrecita (1939)
13. Celia institutriz en América (1944)
14. El cuaderno de Celia (1947)
15. La hermana de Celia (Mila y "Piolín") (1949)
16. Mila, "Piolín" y el burro (1949)
17. Celia se casa (cuenta Mila) (1950)
18. Patita y Mila, estudiantes (1951)
19. Los cuentos que Celia cuenta a las niñas (1951), volumen recopilatorio de escritos breves publicados en revistas como Gente Menuda y Crónica.
20. Los cuentos que Celia cuenta a los niños (1952), volumen recopilatorio de escritos breves publicados en revistas como Gente Menuda y Crónica.
21. Celia en la revolución (1987), borrador editado 35 años tras su muerte.

### Obras individuales
- El bazar de todas las cosas (M. Aguilar, 1935), libro de manualidades en donde enseñaba a hacer casas de muñecas, flores, juguetes, disfraces y marionetas.
- Teatro para niños. Doce comedias. (M. Aguilar, 1942; Renacimiento, Biblioteca Elena Fortún, 2018).
- El arte de contar cuentos a los niños (1947; Renacimiento, Biblioteca Elena Fortún, 2017, con edición e introducción de Nuria Capdevila-Argüelles).
- San Martín, niño. La infancia imaginaria del libertador. (Buenos Aires, 1950).
- El mago Corifitos y otros cuentos de Celia.
- Pues señor... Cómo debe contarse el cuento y cuentos para ser contados.
- Mila y Piolín (compilación) (Renacimiento, 2015).
- Oculto sendero (Renacimiento, 2016).

#### Como coautora
- Canciones infantiles recopiladas por María Rodrigo y Elena Fortún (con María Rodrigo) (Aguilar, 1934).
- El camino es nuestro (con Matilde Ras). Fundación Banco Santander, 2015. Edición de María Jesús Fraga y Nuria Capdevila-Argüelles. ISBN 978-84-92543-64-9
- De corazón y alma (epistolario con Carmen Laforet). Fundación Banco Santander, 2017. Edición de Cristina Cerezales Laforet, Silvia Cerezales Laforet y Nuria Capdevila-Argüelles. ISBN 978-84-16950-44-7
- El pensionado de santa Casilda (con Matilde Ras) (Renacimiento, 2022).[34]
- Epistolario familiar. El primer exilio. Cartas 1939  con Eusebio Gorbea (Renacimiento, 2023)

## Ilustradores
A lo largo de los años han sido muchos los ilustradores de Celia y otros personajes de la escritora Elena Fortún desde sus inicios en Gente Menuda hasta las últimas reediciones de su obra.
Santiago Regidor, Serny, Gori Muñoz, Luisa Butler, Molina Gallent, López Rubio, Mariano Zaragüeta, Boni, Dubón, Jesús Bernal, Viera Sparza, L. de Ben, Ramón Fuente y Asun Balzola.

## Adaptaciones de su obra

### Televisión
La serie de televisión Celia fue una serie española estrenada en Televisión Española, basada en los libros de Elena Fortún Celia, lo que dice (1929) y Celia en el colegio (1932). Fue dirigida por José Luis Borau con los guiones de Carmen Martín Gaite y supuso el primer trabajo de la actriz Cristina Cruz Mínguez en el papel de Celia, una niña rebelde de siete años de edad perteneciente a la alta burguesía madrileña.

### Teatro
Bajo la dirección de María Folguera y con versión de Alba Quintas, su novela Celia en la revolución fue llevada al teatro en noviembre de 2019 en el teatro Valle Inclán del CDN en Madrid en lo que fue la primera parte del díptico "Sendero Fortún". La segunda parte, llamada Elena Fortún fue escrita y dirigida también por María Folguera con base en textos de la propia Fortún y se estrenó el 18 de febrero de 2020 también en el teatro Valle Inclán del CDN en Madrid.

### Medios digitales
Celia en la revolución ha sido adaptada en versión digital interactiva haciendo énfasis en sus paisajes urbanos. La Biblioteca de la Comunidad de Madrid aloja una “Cartografía digital de Madrid (1936-1939) en la novela de Elena Fortún" que hace un recorrido virtual por el Madrid de la Guerra Civil a partir de las vivencias de la protagonista, las de la propia Fortún y el análisis del impacto de la guerra en la ciudad.

## Reconocimientos
En el Parque del Oeste de Madrid fue erigida en 1957 una estatua a su memoria por el escultor murciano José Planes. La responsable directa de los homenajes póstumos y de dicha estatua fue su amiga María Martos.
Llevan su nombre en Madrid una biblioteca pública (en el barrio del Retiro) y una calle; en Segovia un Colegio de Educación Infantil y Primaria; y en Córdoba un parque y jardín.
En 2023 su retrato, obra de la pintora española Carmen Mansilla, pasó a formar parte de la Galería de Retratos del Ateneo de Madrid.Ese año Correos le dedicó la emisión de un sello postal, perteneciente a la colección #8MTodoElAño,y se editó Elena y sus amigos, una compilación de textos sobre Fortún y su obra escritos por José Luis Borau, Josefina Carabias, Matilde Ras, Carmen Conde o Francisco Nieva.

### Biografía
- Dorao, Marisol. Los mil sueños de Elena Fortún: Celia. Cádiz: Universidad de Cádiz: Servicio de Publicaciones, 2000.

### Estudios sobre su obra
- Bravo Villasante, Carmen. Historia de la literatura infantil española. Madrid: Editorial Escuela española, 1985. ISBN 84-331-0306-7
- Capdevila-Argüelles, Nuria. Autoras inciertas : voces olvidadas de nuestro feminismo. Madrid: Horas y HORAS, 2009.
- Fraga Fernández-Cuevas, María Jesús. Elena Fortún, periodista. Madrid: Pliegos, 2013.
- García Cañete, Marta. "Voces de la feminidad. Estudios de Literatura: Enseñar deleitando. Un análisis de las primeras publicaciones de Elena Fortún en Gente menuda (junio-diciembre 1928)". En  Calvo Revilla, A. (ed.) Voces de la feminidad : estudios de literatura, lingüística y retórica (vol. II). Madrid: CEU, 2007.
- Lledó Cunill, Eulàlia y Otero Vidal, Mercè. Doce escritoras y una guía bibliográfica. Barcelona: Universitat Autònoma, Institut de Ciències de l'Educació, 1994.
- Martín Gaite, Carmen. "Pesquisa tardía sobre Elena Fortún". En: Fortún, Elena. Celia lo que dice. Madrid: Alianza, 2000.
- Martín Gaite, Carmen. "Arrojo y descalabros en la lógica infantil". En: Pido la palabra. Barcelona: Anagrama, 2002.
- Núñez de la Fuente, Sara. "Sobre la tradición picaresca en Mila y Piolín de Elena Fortún". En Cardoso, Rosane Maria. A literatura infantil e juvenil em língua espanhola: história, teoria, ensino. Campinas (Brasil): Pontes Editores, 2018 ISBN 978-85-2170-064-7
- Núñez de la Fuente, Sara. De Elena Fortún a Ana María Matute: Ecos de Celia en el colegio en Paraíso inhabitado. Revista de Escritoras Ibéricas, 2022, pp. 11-49
- García Carretero, Inmaculada (2019). «El archivo personal de Elena Fortún en la biblioteca de la Real Academia Española. Un fondo desconocido.». Boletín de información lingüística de la RAE (11): 125-166. Archivado desde el original el 15 de julio de 2020.

### Vídeos de la serie Celia
- Celia 1x01 - Soy Celia / RTVE Series
- Celia. Serie de Televisión Española (Fragmento del capítulo 2º Doña Benita) (vídeo)

### Audios
- Celia en la revolución: Ficción sonora en Onda Cero 1:48:24
- ¿Quién fue Elena Fortún? Documentos RNE 30/07/2016 0:55:49

##### Conferencia de Carmen Martín Gaite: Celia, lo que dijo
- Elena Fortún y su tiempo. Conferencia de Carmen Martín Gaite Archivado el 11 de julio de 2019 en Wayback Machine. 1992 (audio)
- La interpretación poética de la realidad. Conferencia de Carmen Martín Gaite 1992 (audio)
- Elena Fortún y sus amigas. Conferencia de Carmen Martín Gaite 1992 (audio)
- Arrojo y descalabros de la lógica infantil. Conferencia de Carmen Martín Gaite 1992 (audio)

- Datos: Q5359012
- Multimedia: Elena Fortún / Q5359012
- Citas célebres: Elena Fortún